# Фріц Шмідт (хокеїст на траві)
Фріц Шмідт (нім. Fritz Schmidt, 19 березня 1943 — 12 серпня 2024) — західнонімецький хокеїст на траві.
Олімпійський чемпіон 1972 року, учасник 1968, 1976 років.